# Capela de Santa Eulália (Vila Franca de Xira)

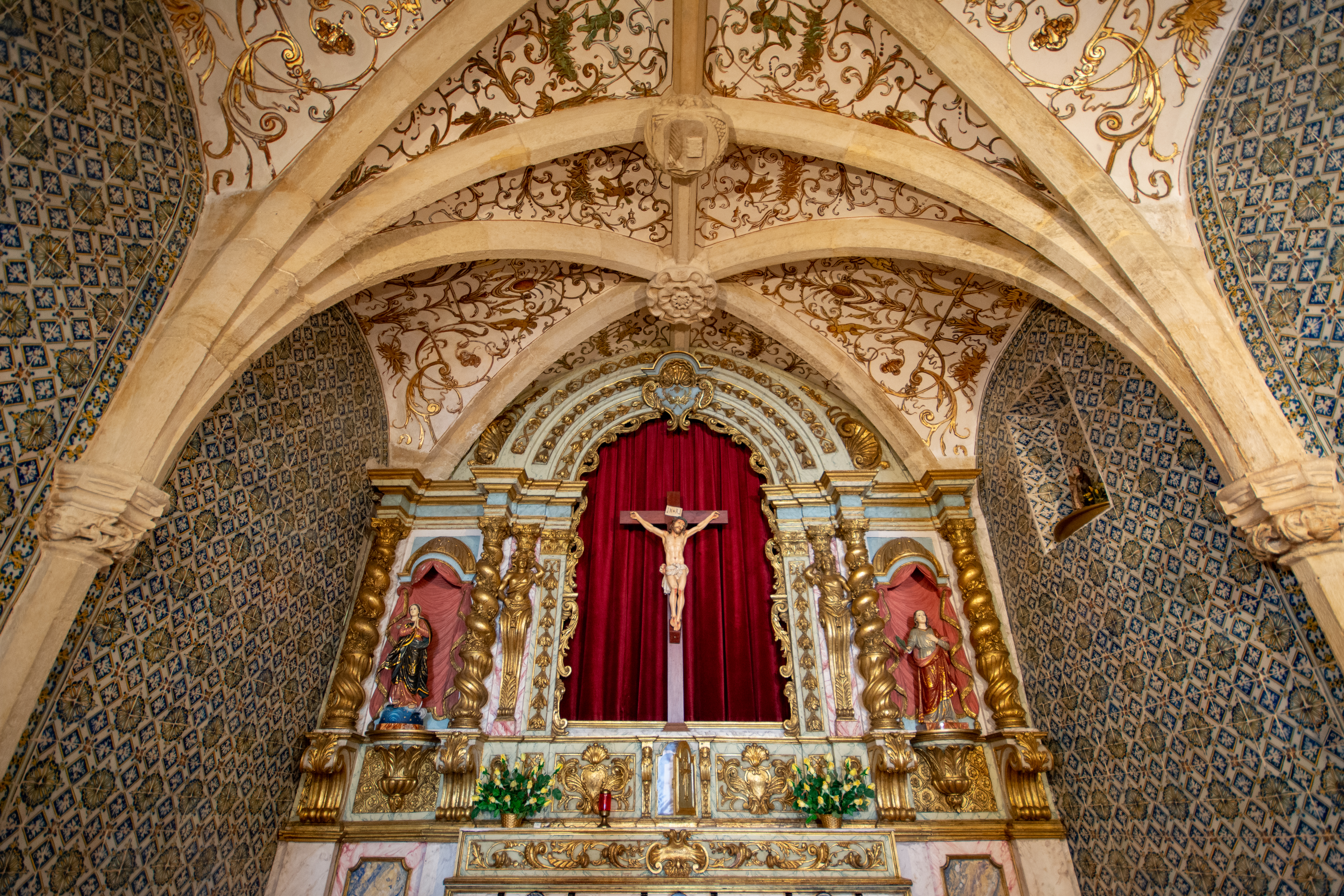
Interior

A Capela de Santa Eulália terá sido fundada no século XIII, ainda que o edifício que hoje vemos deverá remontar ao século XVI, com reconstruções do século XVIII, restauros de 1984/85 e em 1990 as obras de reconstrução na nave e na capela-mor.
Está situada no centro do lugar de Santa Eulália no Largo de D. Dinis, tendo sido classificada como imóvel de valor concelhio em 1982. Em 1288 a capela já existi, uma vez que D. Domingos Anes Jardo, Bispo de Évora (1283-1289) e Chanceler-Mor do rei D. Dinis, se reconhecia como seu patrono. Conta a tradição que o rei D. Dinis gostava desta zona para a caça ao javali e que um dia confidenciou à Rainha Santa Isabel que quando aqui vinha, Santa Eulália lhe aparecia nos sonhos pedindo-lhe que lhe mandasse construir uma capela, onde rezassem por sua alma. Cumpriu D. Dinis este pedido tendo-se assim construído a capela e tendo a povoação passado a chamar-se Santa Eulália.
A tradição refere ainda que o rei tomou a Santa como sua patrona dando ordem aos frades para rezarem missas no dia 10 de Dezembro de todos os anos, dia do seu martírio. No entanto, o edifício que hoje vemos deverá remontar no seu exterior ao século XVI, com reconstruções do século XVIII. Do conjunto destaca-se no altar-mor, o retábulo em talha dourada e as suas colunas salomónicas e o tecto. Este último apresenta alguns brasões como a Cruz da Ordem de Cristo, e outros dois brasões que até á data se revelam confusos na sua identificação 
Em 1758 refere-se a ermida “dedicada à Senhora Santa Eulália, e é anexa, e dela os fregueses senhores a ela acodem pessoas na segunda oitava do espírito santo e vão também em Dezembro, que se festeja o seu dia”. É no ano de 1893 que nos chegam noticias da Capela ruínas, tendo mesmo estado em risco de desaparecer por completo. Em 1984/1985 a capela é reconstruída salvando-a da ruína que se encontrou durante mais de um século, num restauro que a modifica parcialmente na parede lateral norte, pela população do lugar e em 1990 sofre obras de reconstrução da nave da capela e da capela-mor.